# Aobozu TOUR 2010 こぼれるシルバー 日比谷野外大音楽堂
『aobozu TOUR 2010 こぼれるシルバー 日比谷野外大音楽堂』（あおぼうず ツアーにせんじゅう こぼれるシルバー ひびややがいだいおんがくどう）は、日本のロックバンド藍坊主の2枚目のライヴDVD。2010年11月10日に、トイズファクトリーからリリースされた。

## 概要
- 前作から約2年ぶりのライブDVDであり、11thシングル「あさやけのうた/すべては僕の中に、すべては心の中に」と同時発売。
- 5thアルバム「ミズカネ」リリース後に行われたツアー「aobozu TOUR 2010 こぼれるシルバー」全9公演のうちツアー最終日2010年7月4日に行われた日比谷野外大音楽堂での公演の映像を収録。
- 5thアルバム「ミズカネ」収録曲を中心に構成、収録。
- 前作「aobozu TOUR2008 〜森と共に去りぬ〜」は収録映像全15曲のうち8曲ダイジェストで収録されていたが、今作ではダイジェストなしの22曲(アンコールを含む)が収録されている。(アマ時代の楽曲"LOVE&PEACE"はカットされている。)
- 初回生産分は特典としてステージバックドロップ幕カットパウチ仕様が封入されている。

## 収録映像
1. ラストソング
5thアルバム「ミズカネ」収録曲。
2. ポルツ
5thアルバム「ミズカネ」収録曲。
3. Esto
4thアルバム「フォレストーン」収録曲。
4. 名前の無い色
9thシングル。
5. オレンジテトラポット
5thアルバム「ミズカネ」収録曲。
6. グッドパエリア
5thアルバム「ミズカネ」収録曲。
7. 氷に似た感応
5thアルバム「ミズカネ」収録曲。
8. 創造的進化
5thアルバム「ミズカネ」収録曲。
9. マザー
8thシングル。
10. 空
インディーズ2ndシングル。
11. おいしいパン食べたい
5thアルバム「ミズカネ」収録曲。
12. ウズラ
1stシングル
13. 鞄の中、心の中
1stアルバム「ヒロシゲブルー」収録曲。
14. ハローグッバイ
4thシングル。
15. ジムノペディック
3rdアルバム「ハナミドリ」収録曲。
16. いわし雲
5thアルバム「ミズカネ」収録曲。
17. 羽化の月
EN1、4thシングル「ハローグッバイ」c/w。
18. 低迷宮の月
EN1、5thアルバム「ミズカネ」収録曲。
19. 沈黙(月まで響くような彼らの幻灯)
EN1、5thアルバム「ミズカネ」収録曲。9thシングル「名前の無い色」c/wのアルバムバージョン。
20. 伝言
EN1、10thシングル。
21. 忘れないで
EN2、弾き語りで初披露。後にベストアルバム「the very best of aobozu」にバンド演奏で収録。
22. 僕らしさ、君らしさ
EN2、1stアルバム「ヒロシゲブルー」収録曲。

### ツアー「aobozu TOUR 2010こぼれるシルバー 日比谷野外大音楽堂」開催日時・会場
| 公演数 | 開催日          | 会場                    |
| ------ | --------------- | ----------------------- |
| 1      | 3月20日(土)     | 東京 恵比寿 LIQUIDROOM  |
| 2      | 4月2日(金)      | 大阪 BIGCAT             |
| 3      | 4月4日(日)      | 名古屋 CLUB QUATTRO     |
| 4      | 4月17日(土)     | 岡山 IMAGE              |
| 5      | 4月18日(日)     | 福岡 DRUM Be-1          |
| 6      | 4月24日(土)     | 長野 LIVEHOUSE J        |
| 7      | 4月29日(木・祝) | 仙台 MACANA             |
| 8      | 5月1日(土)      | 札幌 PENNY LANE 24      |
| 9      | 7月4日(日)      | 東京 日比谷野外大音楽堂 |